# 마트리체
마트리체(이탈리아어: Matrice)는 이탈리아 몰리세주 캄포바소도의 코무네다. 캄포바소로부터 북동쪽 7km 거리에 있다.
20세기가 시작하면서 이곳의 거주민들이 대거 미국으로 이주를 갔다.